# Port de La Cayenne
Le port de La Cayenne est à la fois le port de plaisance et le port ostréicole de Marennes, petite ville fluviale de la Charente-Maritime édifiée sur la rive droite de la Seudre, qui est aujourd'hui un des principaux ports ostréicoles de France.
Situé sur la côte atlantique, au cœur du bassin de Marennes-Oléron, premier bassin ostréicole de France et même d'Europe, il fait face au port de La Grève, à La Tremblade, de l'autre côté du fleuve.

## La Cayenne, deux ports et un chenal
La Cayenne est le nom traditionnellement donné à la fois au long chenal et au port situé sur la Seudre à l’extrémité du chenal. Il est en fait constitué de trois parties : le port de plaisance, aux portes du centre-ville de Marennes, le chenal de La Cayenne, dénommé également le chenal de Marennes, et le port ostréicole sur l’embouchure de la Seudre.

### Le port de plaisance
Ce long bassin de forme rectangulaire, maçonné pendant le Second Empire lors de la jonction du canal de la Charente à la Seudre au chenal de La Cayenne en 1862, a été le port de commerce de  Marennes depuis le Moyen Âge que fréquentaient de nombreuses gabares chargées de sel et d’huîtres. Ce bassin à flot a dû être abandonné au début du XXe siècle face aux exigences de la marine marchande en raison de l’augmentation constante des tonnages des navires de commerce, du tirant d’eau trop faible et de la vive concurrence du chemin de fer dès la fin du XIXe siècle.
Dès la seconde partie du XXe siècle, le bassin à flot a été aménagé en port de plaisance et peut recevoir jusqu'à 300 bateaux de plaisance à voile et à moteur.
Il s'agit d'un site touristique bien équipé grâce à ses installations modernisées, étant doté d’une capitainerie du port rénovée, d'un centre d'avitaillement, d’une aire de grutage et de carénage. La réfection du bassin à flot avec la réalisation de nouveaux pontons et l'entretien du chenal et de ses écluses facilitent l'accès de ce port fluvial de plaisance qui est le deuxième du département après celui de Rochefort. Dans ce domaine, la ville ambitionne de réaliser un nouveau port de plaisance dans le futur quartier urbain du Petit Port des Seynes, proche du centre de la ville.

### Le chenal de La Cayenne ou chenal de Marennes
Le chenal de La Cayenne, appelé également « chenal de Marennes », a la particularité de s'étirer sur une longueur totale de quatre kilomètres ce qui en fait le plus long des chenaux du bassin de Marennes-Oléron et de la Charente-Maritime. Ce chenal, au tracé rectiligne, fait davantage penser à un « canal maritime » qu'à un chenal proprement dit qui, par définition, se forme naturellement suivant le tracé des prises sans l'intervention de la main de l'homme. De plus, il est pourvu d'un système d'écluses pour empêcher son envasement depuis sa jonction en 1862 avec le canal de la Charente à la Seudre.

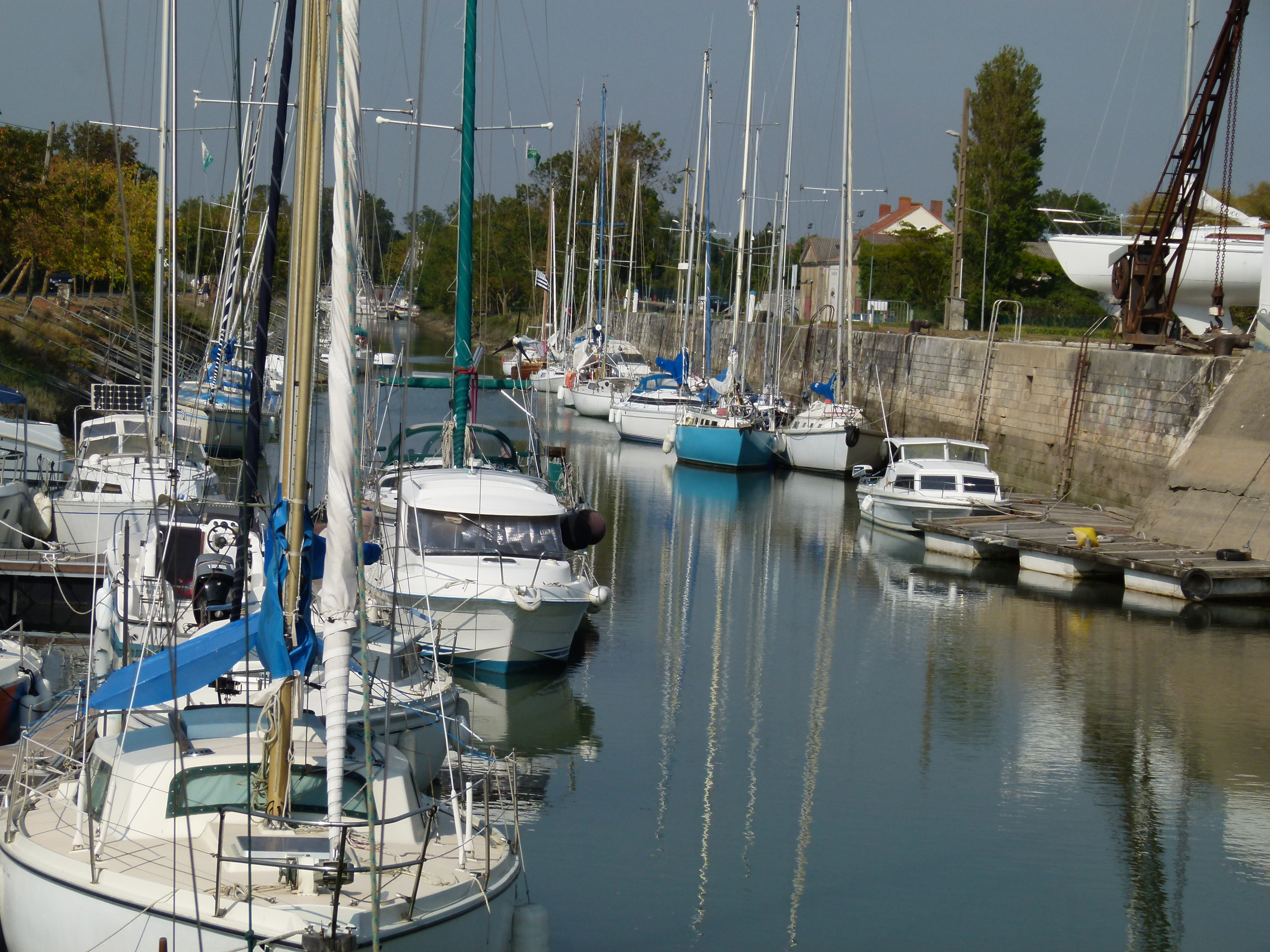
Le port de plaisance de Marennes qui est situé aux portes du centre-ville est l'aboutissement du chenal de La Cayenne.

Bien qu'il soit utilisé par de nombreux plaisanciers qui remontent ou descendent son cours pour parvenir ou quitter le port de plaisance, ce chenal est toujours animé par l'activité ostréicole, ce qui lui confère ainsi qu’à son port ostréicole une touche pittoresque et touristique à l’instar du chenal de la Grève à La Tremblade, impression d'ailleurs renforcée par la création de la Cité de l'Huître en 2006 qui accueille chaque année 30 000 visiteurs.
Tout le long du chenal qui va du port de plaisance de Marennes jusqu’à l’ancien embarcadère sur la Seudre, de nombreux établissements ostréicoles se sont établis sur la rive gauche tandis que sur la rive droite s’étendent les "claires" à huîtres sur les anciennes aires des marais salants reconvertis en parcs à huîtres depuis le début du Second Empire. Les nombreuses « cabanes » ostréicoles aux toits en tuiles rouges, quelquefois peintes en noir mais le plus souvent maintenant peintes de couleurs vives, les différents ateliers où s'entassent des huîtres et des grillages près des bassins d'élevage et les barges ostréicoles, appelées localement les plates, forment ainsi l'ensemble remarquable des installations portuaires de La Cayenne.
Ce long chenal, issu d’une ancienne prise aménagée dès l’Antiquité gallo-romaine et entretenue à l’époque médiévale, puis canalisé dès la fin du XVe siècle, débouche directement sur la rive droite de la Seudre et accède au port proprement dit de La Cayenne. Ce dernier doit son nom aux petites cabanes construites originellement au bord du fleuve.

### Le port de La Cayenne

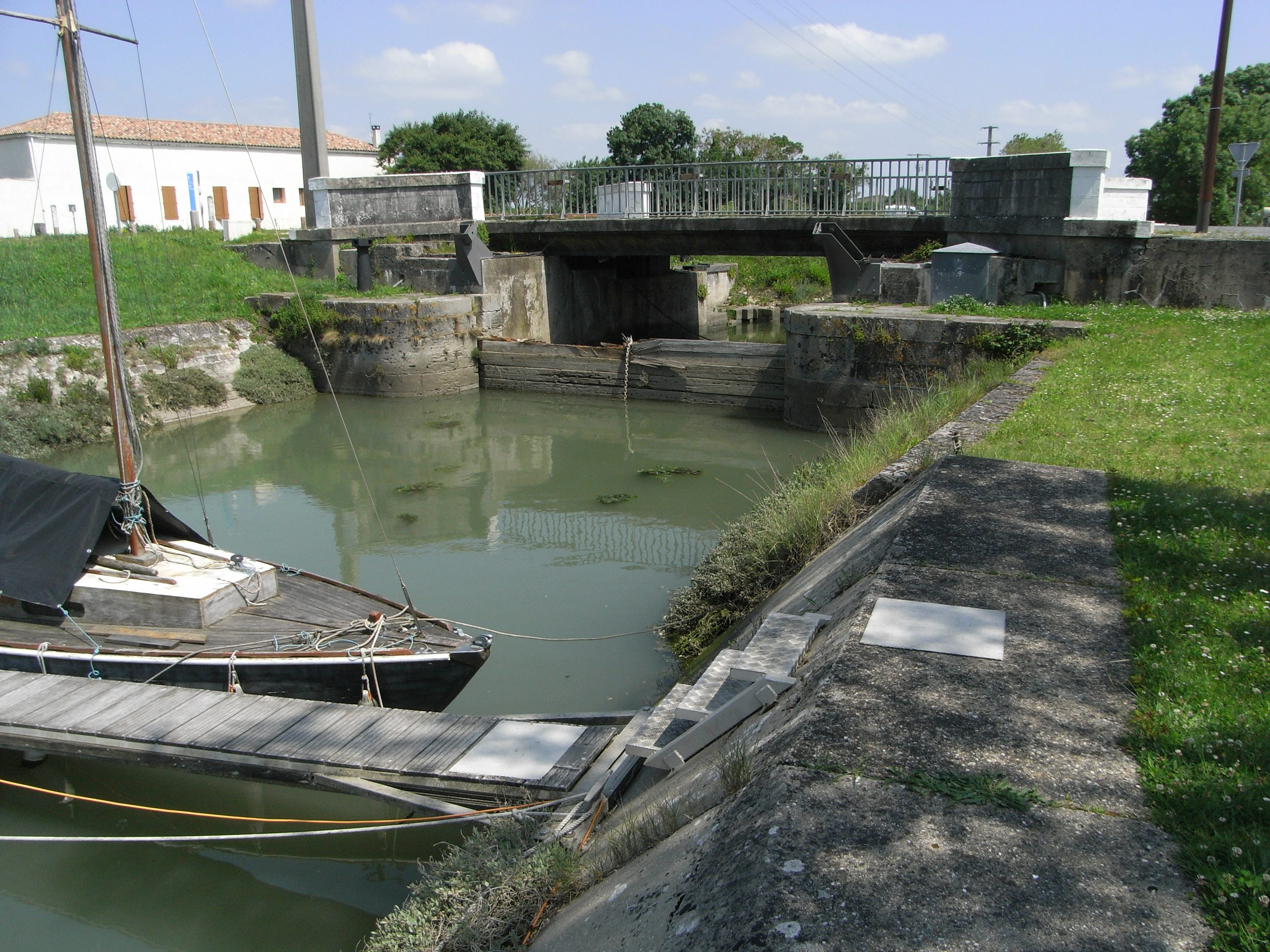
Le Canal de la Charente à la Seudre enserre Marennes à l'est et rejoint le chenal de La Cayenne.

Ce port, aboutissement naturel du chenal, à vocation essentiellement ostréicole, est situé tout au sud de Marennes et « forme un groupe compact de cabanes ». Les nombreuses embarcations à fond plat prennent localement le nom de plates ostréicoles ou de pontons. Le port de La Cayenne constitue avec La Tremblade, Bourcefranc-le-Chapus et Le Château-d'Oléron l'un des quatre principaux ports ostréicoles du bassin de Marennes-Oléron. Il reçoit également quelques petits chalutiers de pêche côtière, pratiquant la pêche artisanale de la pibale ou des coquilles Saint-Jacques en hiver mais il s'agit d'une activité très marginale et soumise à une réglementation tatillonne.
Dès février 1904, une voie ferrée avait été aménagée le long du chenal de La Cayenne jusqu’au port afin de permettre l’expédition des huîtres. Le transport ferroviaire des huîtres a rapidement concurrencé le canal de la Charente à la Seudre et donné une impulsion nouvelle à l'ostréiculture. Mais la voie ferrée a été abandonnée en 1925 et remplacée par la route actuelle par laquelle continue d’être acheminée la production locale des huîtres.
Au port était situé l’embarcadère des bacs dont l'un assurait la liaison maritime avec l'île d'Oléron, avant la construction du viaduc en 1966, et l'autre la traversée de la Seudre entre Marennes-La Cayenne et La Tremblade-La Grève, avant la construction du pont de la Seudre mis en service en été 1972. Aujourd'hui, l'embarcadère qui n'a pas été démonté est principalement utilisé pendant la période estivale. Un bateau passeur de 12 places, en service de mi-juin à mi-septembre, relie les deux rives de la Seudre tandis que Le ville de Marennes, un bateau de 54 places, remonte le chenal de Marennes et offre en 1 heure une excursion pédagogique sur le fonctionnement des marais et des claires à huîtres. Il assure également une liaison maritime en direction du Château-d'Oléron pendant la saison touristique.
Le parking aménagé sur le site du port offre, à l’instar d’un belvédère, une vue intéressante sur l’estuaire de la Seudre avec La Tremblade en face sur la rive gauche et, sur la droite du site portuaire, apparaît le pont de la Seudre avec l'Ile d'Oléron en arrière-plan au débouché de l’embouchure. Tout autour du site de La Cayenne se sont implantés des bars, des restaurants et des cabanes de dégustation des huîtres que fréquentent un nombre grandissant de touristes pendant la haute saison estivale.

### Références bibliographiques

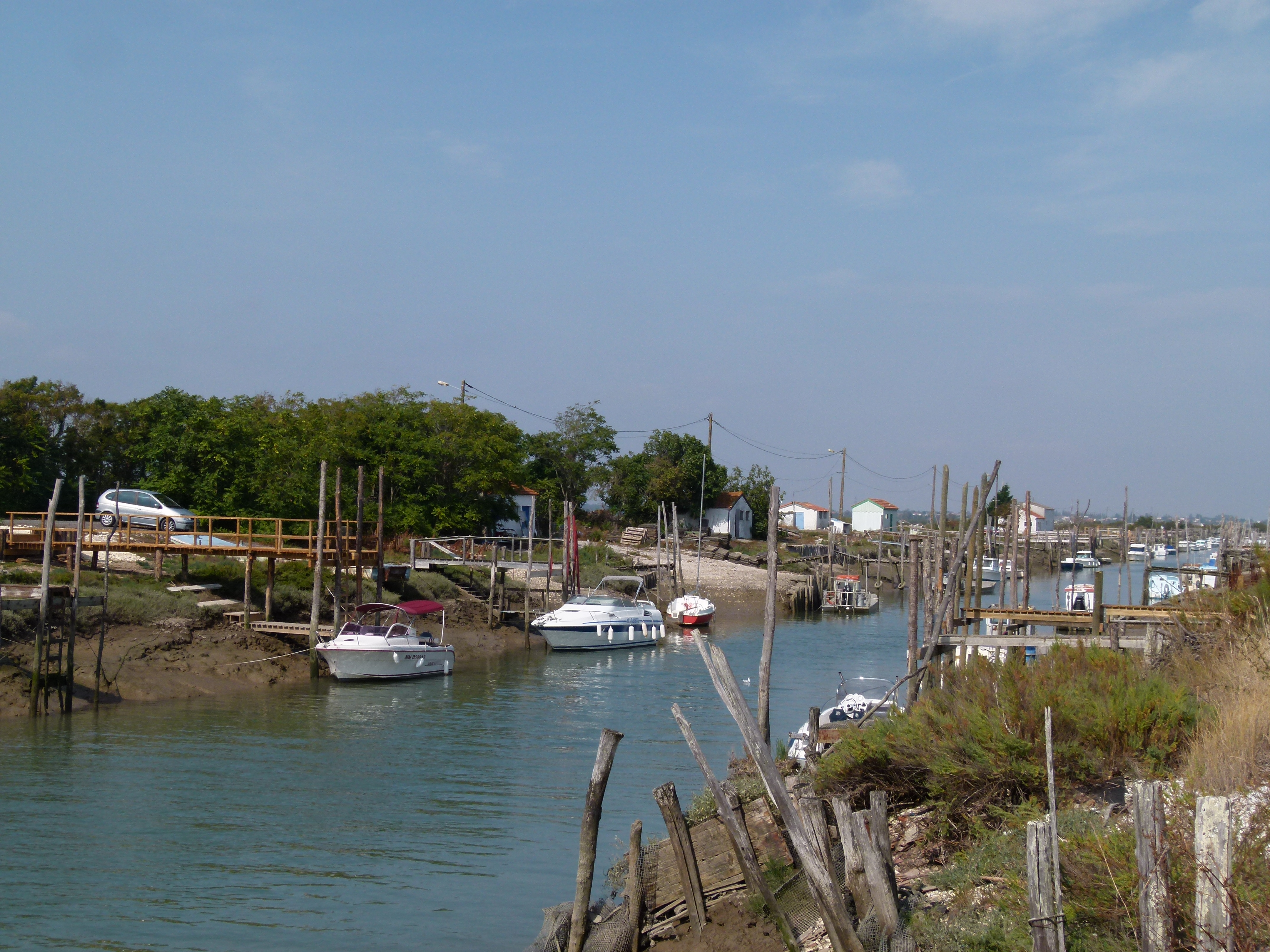
Le chenal de La Cayenne est le plus long chenal de tout le bassin de Marennes-Oléron.
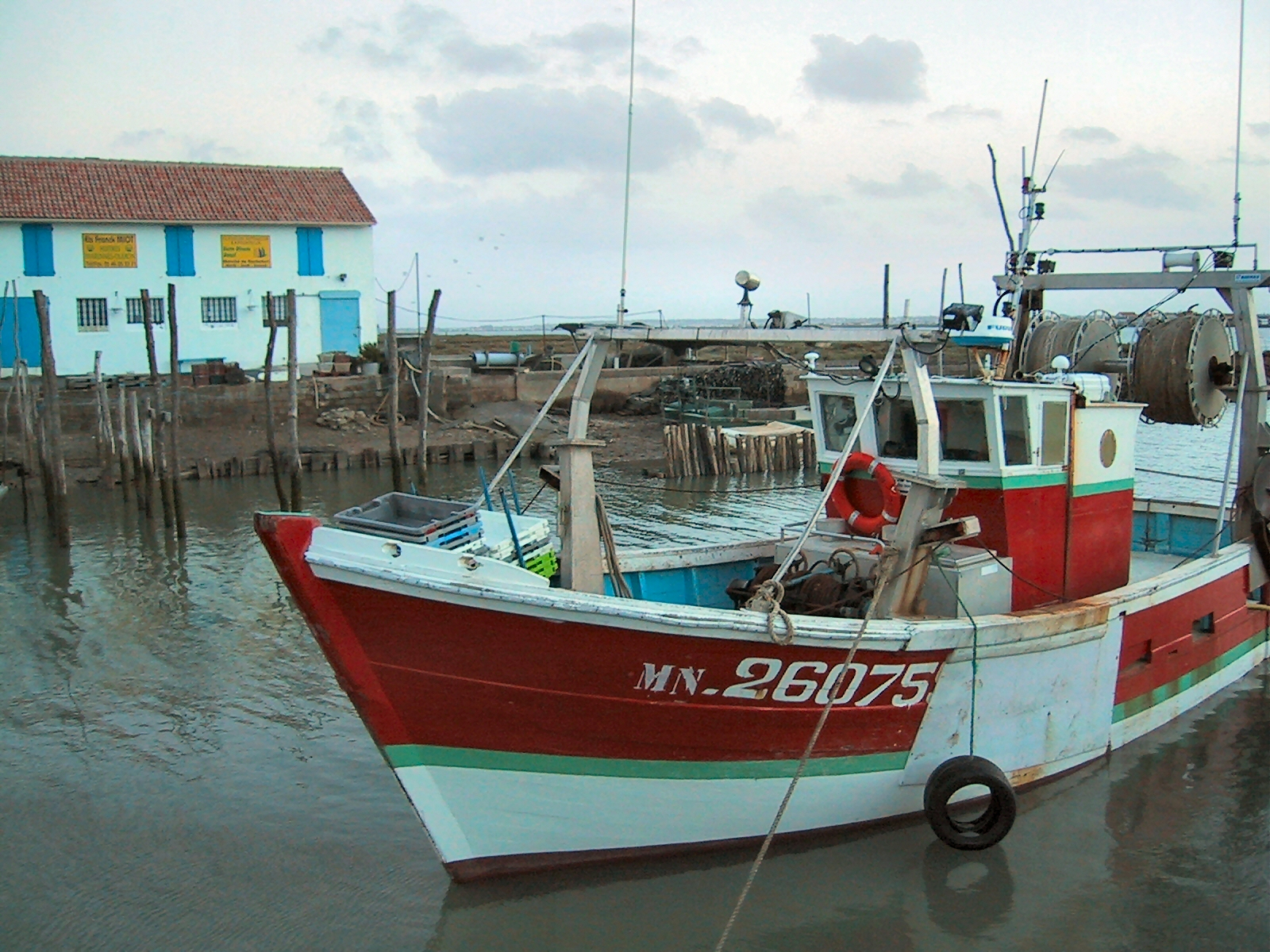
Bateau de pêche amarré au port de La Cayenne.
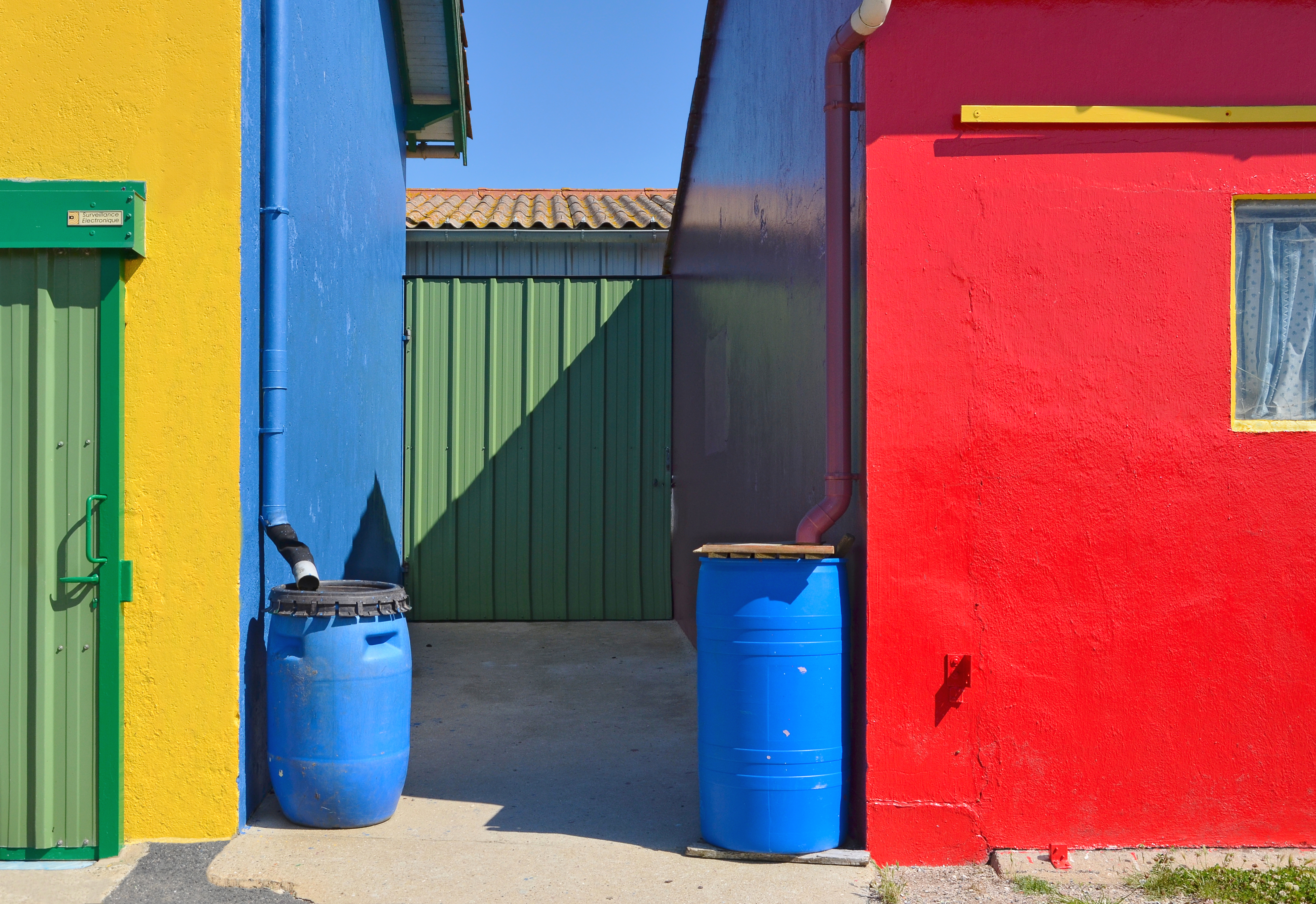
Détail des cabanes ostréicoles colorées.
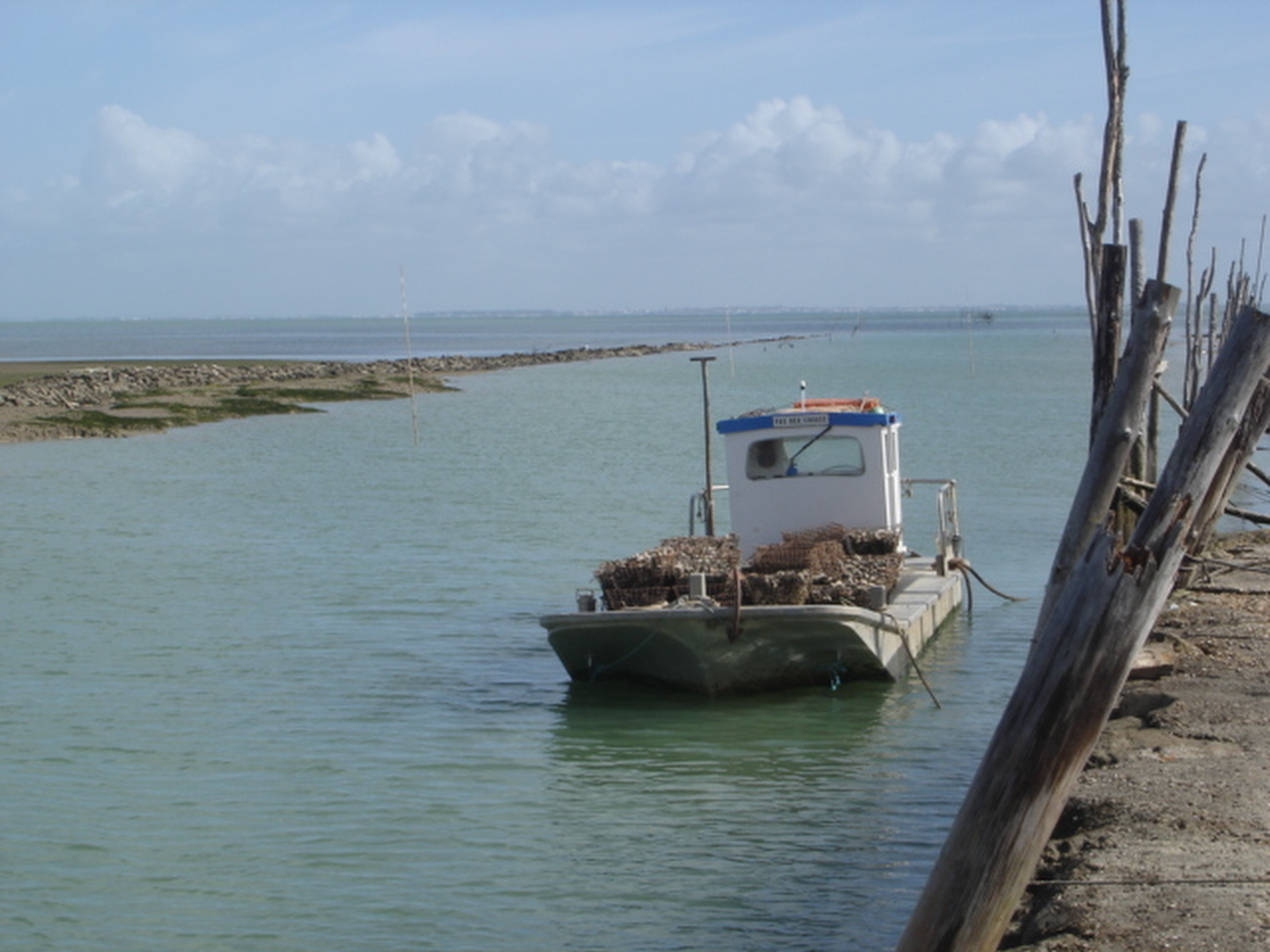
« Plate » ostréicole typique de celles circulant dans tout le bassin de Marennes-Oléron.
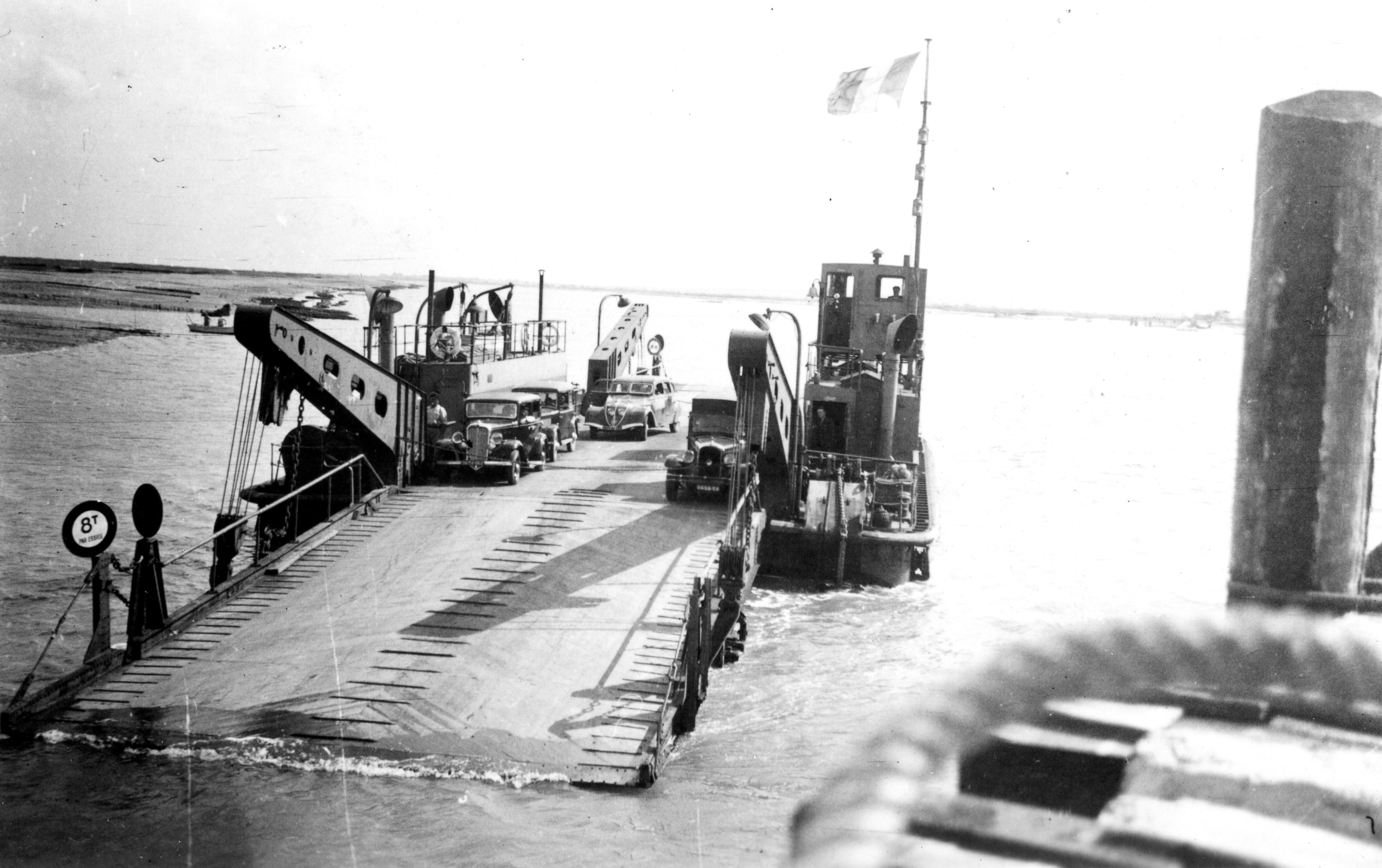
L'ancien bac qui reliait les deux rives de la Seudre entre Marennes et La Tremblade.

## Pour approfondir